# Arciconfraternita del Santissimo Sacramento (Taranto)

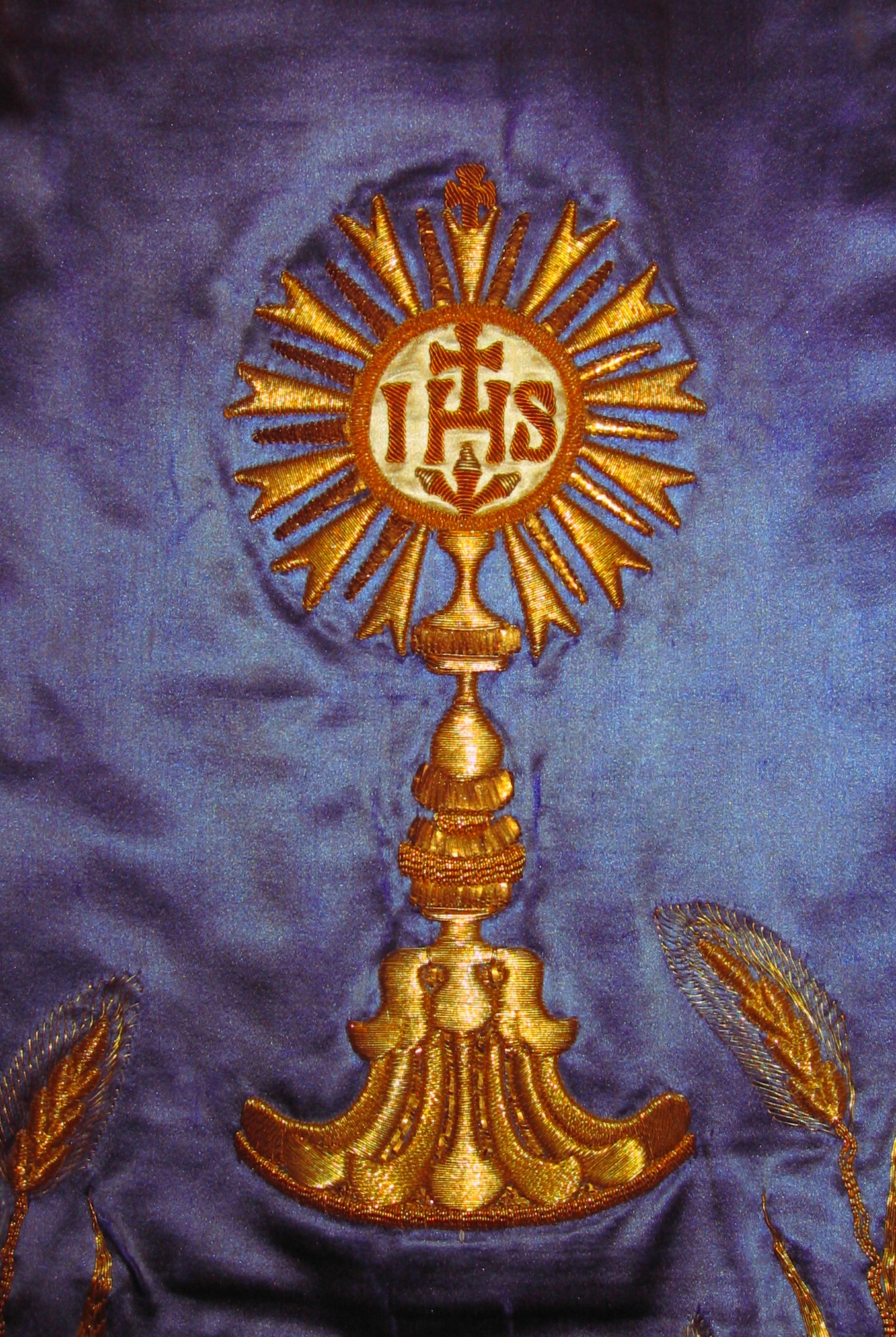
Stemma dell'Arciconfraternita del Santissimo Sacramento

L'arciconfraternita del Santissimo Sacramento è una confraternita di Taranto, fondata nel 1540

## Storia
L'arciconfraternita del Santissimo Sacramento fu fondata nella cattedrale di San Cataldo di Taranto il 13 maggio 1540 con bolla pontificia di papa Paolo III su richiesta del chierico Paolo La Riccia. Si aggregò all'arciconfraternita romana del Santissimo Sacramento il 10 ottobre 1579.
L'Arciconfraternita era composta principalmente da membri della categoria professionale dei sartori e degli scarpari. Aveva come scopo principale di tenere sempre accese le lampade al Santissimo Sacramento e impartire l'estrema unzione a coloro che fossero in punto di morte.
Nel 1575 si unì canonicamente al Monte di Pietà della cattedrale, assumendo un più marcato carattere assistenziale, grazie anche alle rendite di cui il Monte di Pietà già disponeva. Nel 1588 ebbe il patronato sulla cappella di Sant'Agnese nel duomo di Taranto, che monsignor Caracciolo intitolò al Santissimo Sacramento e ottenne un locale dalla curia per farne un oratorio.
Nel 1606, essendosi considerevolmente accresciute le rendite del Monte di Pietà, grazie a numerosi lasciti e donazioni, gli amministratori della congrega richiesero all'autorità ecclesiastica di poter tenere due distinte amministrazioni per la congrega e per il Monte di Pietà: una bolla di papa Paolo V stabilì che l'amministrazione del Monte di Pietà sarebbe stata separata e tenuta da un ecclesiastico e da due laici eletti dalla congrega.

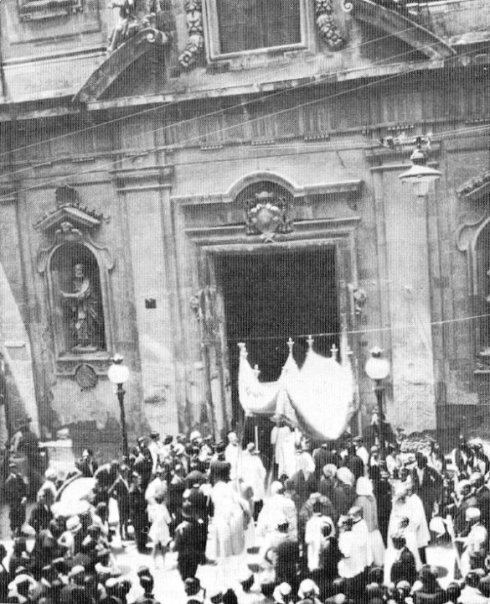
Processione del Corpus Domini 1927, le aste del pallio sono rette dai confratelli del Santissimo Sacramento

Il 17 dicembre del 1776 Ferdinando IV di Borbone diede il regio assenso ad un nuovo statuto, che fra le altre cose limitava il numero degli iscritti a 50, sempre della categoria dei sartori e degli scarpari. L'arciconfraternita celebrava con solennità la festa del Corpus Domini con una grande processione. L'ottava di questa festa aveva luogo un'altra grande processione eucaristica, in occasione della quale avveniva lo scambio di consegne fra i vecchi e i neo eletti amministratori. I confratelli doveveno essere sempre pronti al suono della campana a indossare l'abito di rito del sodalizio e accompagnare il sacerdote per somministrare l'eucaristia ai moribondi.
L'arciconfraternita svolse una grande opera sociale e assistenziale a Taranto fra il XVI e il XIX secolo, fino al 1861, quando il Regno d'Italia rese le confraternite enti dediti solo al culto, lasciando la funzione assistenziale allo stato. In seguito l'arciconfraternita fu trasferita nella chiesa di Sant'Agostino dove continua solo una semplice attività amministrativa.

## Il Monte di Pietà
Il Monte di Pietà era stato fondato forse già all'inizio del XV secolo nella scomparsa chiesetta di San Rocco, situata dove oggi si trova l'ex convento di Santa Chiara (oggi adibito a tribunale minorile). Sin dalla sua fondazione disponeva di grandi rendite, utilizzate per fini assistenziali: infatti lo scopo dell'istituzione era quello di elargire somme di denaro, alimenti, doti per zitelle bisognose e di allevare gli orfani e di istruirli a un mestiere. Il 5 settembre del 1575 si unì canonicamente all'arciconfraternita del Santissimo Sacramento, che ne ebbe l'amministrazione. Nel 1615 l'arcivescovo cardinale Caetani fece formulare una statuto distinto da quello della congrega per renderne più capillare l'azione assistenziale. Con l'avvento del Regno d'Italia le attività del monte di pietà terminarono a causa delle leggi post-unitarie.

## Cappella del Santissimo Sacramento nella cattedrale

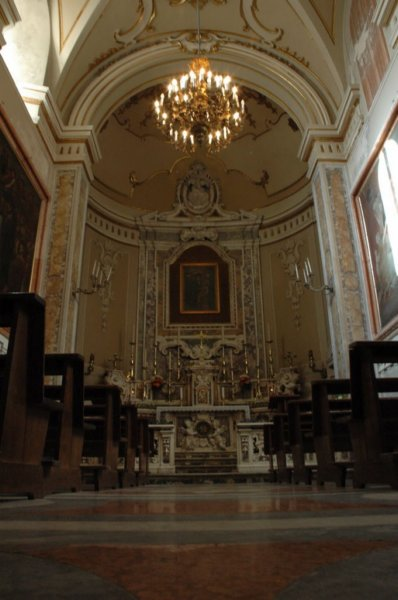
Cappella del Santissimo Sacramento in San Cataldo, sede storica dell'arciconfraternita

La cappella, che in origine era dedicata a Sant'Agnese, prese la denominazione attuale nel 1588 ad opera dell'arcivescovo monsignor Caracciolo, che inoltre ne promosse il rifacimento arricchendola con rivestimento marmoreo e nuovi dipinti.
All'entrata della cappella la cancellata reca lo stemma dell'arciconfraternita affiancato da due lette M e P ovvero le iniziali di Mons Pietatis(Monte di Pietà).
Sulle pareti laterali sono due grandi tele de pittore Giovanni Molinari (Moltiplicazione dei pani e dei pesci e Caduta della manna dal cielo nel deserto. L'altare fu fatto rinnovare nel 1775 da monsignor Mastrilli. Un terzo quadro del Molinari con L'Ultima cena era posto sopra l'altare, attualmente sostituito da un grande quadro della Madonna della Salute, proveniente dall'omonima chiesa, chiusa da diversi anni.

## Abito di rito
L'abito di rito dell'arciconfraternita e così composto:
- due mozzette: una blu con profili e bottoncini rossi e con medaglione raffigurante il Santissimo Sacramento e un'altra rossa "pavonazzo" per i giorni di penitenza;
- camice bianco con cappuccio bianco, che in passato veniva calato sul volto per i riti penitenziali della Settimana Santa;
- cingolo rosso legato alla vita;
- scarpe nere e calze bianche.